# 葛飾町
葛飾町（かつしかまち）は、千葉県東葛飾郡にかつて存在した町。現在の船橋市の西部地域にあたる。

## 概要
葛飾村は、1889年（明治22年）の町村制施行によって、西海神・山野・印内・寺内（現・西船）・本郷・古作・二子・小栗原（現・本中山）の各村が合併して成立した。村名となった「葛飾」の由来ははっきりとはしていないが、本郷にある葛飾郡総社の葛飾神社に因むというが確かではない。
補足：「かつしか」は古代からの地名で、奈良正倉院文書には「葛餝郡」と記されている。この郡は現在の千葉県、東京都、埼玉県、茨城県にまたがる広い区域を示した。『万葉集』では勝鹿・勝牡鹿・可豆思賀と様々に表記されている。当時の読み方は「かつしか」であったが、その語源については多くの説がある。 (1) 葛の多く生えた「葛繁」の意とする説、(2)「かつ」は崖、「しか」は砂洲とする説、 (3)「かとしき（門敷）」の転化で、古利根川下流の入江の門戸の低湿地を整備して、集落が立地したことによるとする説、(4)「方洲処（かたすか）」で、一方が砂地の所とする説、等が有力で、他にアイヌ語説やレプチャ語説まである。
葛飾村は、1931年（昭和6年）に町となったが、1937年（昭和12年）の船橋市誕生でその幕を閉じた。「葛飾」の名称は、その後、昭和15年に旧寺内地区が船橋市葛飾町1・2丁目となり、その後大部分が住居表示施行により西船に町名が変わったものの、2丁目の一部が現在でも残されている。

### 本町の年表
- 1868年 - 法華経寺にも本陣が置かれ、本町も市川・船橋戦争の戦場となる。
- 1874年 - 千葉県が設置、大小区の区画改正が行われ、千葉県第12大区第2小区（西海神・山野・印内・寺内・本郷・古作・二子・小栗原の8箇村）に編入、併合役場が二子村に設置される。
- 1889年 - 町村制に伴い、西海神・山野・印内・寺内・本郷・古作・二子・小栗原の8ヵ村が合併して葛飾村が成立。
- 1923年 - 葛飾消防組が関東大震災に際し避難民の救護に尽力、千葉県知事より表彰状を受ける
- 1931年 - 町制施行により葛飾町となる。
- 1937年 - 船橋町・八栄村・法典村・塚田村・葛飾町が合併、船橋市が誕生する。

### 人口統計
| 年                 | 戸口   | 人口   | 調査名   | 出典       |
| 1889年（明治22年） |        |        |          |            |
| 1890年（明治23年） |        |        |          |            |
| 1891年（明治24年） |        |        |          |            |
| 1892年（明治25年） |        |        |          |            |
| 1893年（明治26年） |        |        |          |            |
| 1894年（明治27年） |        |        |          |            |
| 1895年（明治28年） |        |        |          |            |
| 1896年（明治29年） |        |        |          |            |
| 1897年（明治30年） |        |        |          |            |
| 1898年（明治31年） |        |        |          |            |
| 1899年（明治32年） |        |        |          |            |
| 1900年（明治33年） |        |        |          |            |
| 1901年（明治34年） |        |        |          |            |
| 1902年（明治35年） |        |        |          |            |
| 1903年（明治36年） |        |        |          |            |
| 1904年（明治37年） |        |        |          |            |
| 1905年（明治38年） |        |        |          |            |
| 1906年（明治39年） |        |        |          |            |
| 1907年（明治40年） |        |        |          |            |
| 1908年（明治41年） |        |        |          |            |
| 1909年（明治42年） |        |        |          |            |
| 1910年（明治43年） |        |        |          |            |
| 1911年（明治44年） |        |        |          |            |
| 1912年（明治45年） |        |        |          |            |
| 1913年（大正2年）  |        |        |          |            |
| 1914年（大正3年）  |        |        |          |            |
| 1915年（大正4年）  |        |        |          |            |
| 1916年（大正5年）  |        |        |          |            |
| 1917年（大正6年）  |        |        |          |            |
| 1918年（大正7年）  |        |        |          |            |
| 1919年（大正8年）  |        |        |          |            |
| 1920年（大正9年）  |        | 3950人 | 国勢調査 |            |
| 1921年（大正10年） |        |        |          |            |
| 1922年（大正11年） |        |        |          |            |
| 1923年（大正12年） |        |        |          |            |
| 1924年（大正13年） |        |        |          |            |
| 1925年（大正14年） |        |        |          |            |
| 1926年（大正15年） |        |        |          |            |
| 1927年（昭和2年）  |        |        |          |            |
| 1928年（昭和3年）  |        |        |          |            |
| 1929年（昭和4年）  |        |        |          |            |
| 1930年（昭和5年）  | 1290戸 | 6569人 | 国勢調査 | 葛飾町案内 |
| 1931年（昭和6年）  |        |        |          |            |
| 1932年（昭和7年）  |        |        |          |            |
| 1933年（昭和8年）  |        |        |          |            |
| 1934年（昭和9年）  |        |        |          |            |
| 1935年（昭和10年） |        |        |          |            |
| 1936年（昭和11年） |        | 8524人 | 国勢調査 |            |

### 土地利用
| 年                | 田 | 畑 | 宅地 | 山林 | 原野 | 雑種地 | 塩田 | 合計 | 調査名 | 出典 |
| 1930年（昭和5年） | 田 | 畑 | 宅地 | 山林 | 原野 | 雑種地 | 塩田 | 合計 | 調査名 | 出典 |

## 地域

### 歴史
本町は、律令時代には、小栗原周辺は下総国葛飾郡八幡荘に、それ以東は千葉郡千葉荘に属していた。

### 地理
本町は、北側の台地と南側の低地からなる。台地は第四紀古層で、土性は、腐植質に富んだ植土(砂質土壌に近い)からなる。南部の低地は、水田に適した第四紀新層の壌質砂土である。
河川
真間川、葛飾川、海神川、高瀬川

### 気候
本町は、沿岸部に位置していることもあり、風と降雨の影響を強く受ける。冬季と夏季の大陸風、海洋風の区別は割合区別できる。冬季は北西の乾燥風のため、晴朗の天気が多い。一方、夏季は、湿気を含んだ海洋風のため、相当量の降雨があり、長雨による河川氾濫などの影響を受けることも多い。

### 地域の概観
西海神
- 山野

- 印内

- 古作村

寺内
- 本区は、高倉天皇の時代に集落が形成されはじめことにはじまる。中世から近世までは下総国千葉荘に属し、港町の寺内村と呼称されたとされる。江戸時代には、世々代官領となり、明治初年に葛飾県、印旛県の管轄を経て、千葉県管轄となり、今日に至る。大字山野と大字本郷との中間に位置し、町村役場や小学校、巡査駐在所があり、本郷と並び本町の中心をなしている。また、本区から塚田村の海軍無線電信所船橋送信所に至る道は、特殊国道として認定されている。
- 本郷

- 二子

- 小栗原

## 人物

### 歴代町村長
村長
- 初代 斎藤清八 - 明治22年6月〜
- 第2代 加藤徳蔵
- 斎藤房太郎
- 高中啓補
- 平野一

町長
- 加藤貞次

### 歴代助役
- 竹内芳太郎

### 歴代収入役
- 相川三郎
- 石井丑松

### 歴代書記
- 神田惣兵衛
- 鈴木紋蔵
- 藤田忠次郎
- 大久保隆亮
- 川野邊民治
- 高橋由蔵
- 高橋友吉
- 藤井春吉

### 歴代村議会議員
村会議員
- 石井儀助
- 石井益次郎
- 田久保泰一
- 田久保平十郎
- 植草石五郎
- 井上峰蔵
- 芦田藤吉

町会議員
- 小川金次郎
- 竹内菊次郎
- 三須治作
- 三須甚蔵
- 井上六郎
- 芦田正次郎
- 加藤貞次
- 大塚誠一
- 小川源一郎
- 相川僖一
- 石井兵作
- 神林浅吉
- 大塚積
- 藤井春吉
- 地引安五郎

## 町内の組織
- 葛飾消防組1910年組織
- 葛飾商工会1923年組織
- 葛飾町青年団（葛飾尋常小学校内）1915年組織
- 葛飾町女子青年団（葛飾尋常小学校内）1920年組織
- 葛飾町在郷軍人分会（葛飾町村役場内）1907年組織
- 葛飾町農会（葛飾町村役場内）1922年組織
- 赤十字社葛飾町分区
- 愛国婦人会葛飾町分会
- 水難救済会葛飾町分会
- 軍人後援会葛飾町分会
- 中山競馬倶楽部（古作）
- 三業組合（小栗原）

## 交通

### 鉄道
- 中心となる駅
  - 葛飾駅

- 一般鉄道
  - 総武鉄道（1909年に国有化） - 1894年開通
    - 総武本線（下総中山駅 1915年に中山駅を改称）

  - 京成電鉄 - 1915年に京成中山まで開通、1916年に葛飾駅が開通
    - 京成本線（中山停留場 - 葛飾停留場-海神停留場）

- 人車軌道
  - 東葛人車鉄道-行徳から鎌ケ谷村間（1909年から1918年）

## 道路
- 主な街道
  - 千葉街道（上総道）
  - 行徳街道（行徳道）

- 街道機関（トテ馬車・タクシー等）
  - 岩佐タクシー: 中山 - 津田沼間

補足
街道交通の主は、馬か徒歩、人力車、自転車(自動自転車も含む)が主で、物資輸送の場合は、荷馬車・牛車や荷台車が使用された。

## 主な施設

### 公共施設
- 葛飾町村役場（印内）
- 小栗原公会堂（中山町境の池畔）

### 県の施設
- 千葉県土木松戸区出張所（小栗原）

### 国の施設
- 海軍無線電信所船橋送信所（印内）-大半は塚田村だが一部は本町に属いている
- 中山競馬場（古作）-法典村に一部入る

### 治安施設
- 船橋警察署
  - 山野巡査駐在所（寺内）
  - 小栗原駐在所（小栗原）
  - 中山競馬場請願駐在所（古作）

### 教育施設
- 葛飾尋常高等小学校（印内）

### 宗教施設
神社
- 龍神社（西海神）
- 浅間神社（山野）
- 熊野神社（古作）
- 弁天社（古作）
- 妙見神社（寺内）
- 葛飾神社（本郷）
- 八坂神社（印内）
- 春日神社（印内）
- 羽黒神社（二子）
- 稲荷神社（小栗原）

寺院 
- 大覚院（西海神）
- 吉祥院（西海神）
- 正延寺（山野）
- 光明寺（印内）
- 明王院（古作）
- 常楽寺（寺内）
- 宝成寺（本郷）
- 東明寺（二子）
- 多聞寺（二子）
- 妙圓寺（小栗原）
- 法華経寺（小栗原に寺の参道と門前町があるので表記）

## 産業

### 施設
- 山西青果市場（西海神）
- 丸竹青果市場（小栗原）
- 株式会社千葉合同銀行中山支店（小栗原）
- 下総中山合同運送株式会社（小栗原）
- 山田ラジオ工場

## 産物

### 農産物
- 水粳
- 水糯
- 大麦
- サツマイモ
- 大根
- カブラ
- 人参
- ゴボウ
- ネギ
- 漬菜
- 白瓜
- カボチャ
- スイカ
- メロン
- キュウリ
- ナス

### その他
- 胡粉
- 花火
- 塩（塩田）
- ラジオ

## 観光

### 旧跡・名所
- 勝間田の池（本郷）
- 葛羅之井（本郷）
- 宝成寺（本郷）
- 梅林（山野）
- 葛飾浦（西海神）
- 葛飾神社（旧総社）
- 小栗原城址跡（小栗原）
- 中山十字の繁華街（小栗原周辺）
- 郡芳園（小栗原）

## 葛飾町を舞台にした作品

### 歌
- 葛飾小唄
- 葛飾音頭

### 絵画
- 勝間田の池附近の図：船橋市

### 民話
- 石芋一・石芋二（海神）
- 日本武尊に賜った苗字一 （海神）
- 太刀洗川のいわれと墓印の木（海神）
- 日本武尊にまつわる地名（海神）
- 日蓮聖人贈った法華堂 （山野）
- 太刀洗川のいわれと墓印の木 （山野）
- 長州の伝吉狐 （山野）
- 雉の恩返し （山野）
- 葛飾明神の獅子（山野）
- 日蓮様と大蛇 （古作）
- すくも塚の古狐 （古作）
- 毘沙門堂の黄金 （古作）
- 根からの道灌狐（印内）
- 出戸の平六狐（印内）
- 国境の取り決め（小栗原）

## 参考書籍・資料
- 船橋市史編さん委員会,『船橋市史　資料編五』,1984年発行
- 河口洋一,『船橋市5千一人の群像-明治から平成 まちの歩みと人』,2005年初版
- 船橋歴史情報ネットワーク-千葉彩夏・夏香,『子どもたちの調べた船橋-わたしたちの街葛飾-』,1995年9月30日発行
- かつしか歴史と民話の会、『歴史体験マップかつしか』、2000年10月
- かつしか歴史と民話の会実行委員会、『葛飾の郷』、2004年7月1日